# Scarlett (nome)
Scarlett  è un nome proprio di persona inglese femminile.

## Varianti
- Femminili: Scarlet[1]

## Origine e diffusione
Riprende un cognome inglese di origine occupazionale, riferendosi a una persona che vendeva e produceva abiti di scarlet (un tipo di indumento finemente lavorato, spesso ma non necessariamente di colore rosso scarlatto). Etimologicamente deriva dal tardo latino sigillatus ("sigillato", nel senso di "segnato", in riferimento alle decorazioni che ornavano il tessuto), passato poi tramite qualche lingua mediorientale (es. l'arabo siqillat o il persiano سقرلاط, sakhrilat),  e ritornato al latino medievale come scarlatum, da cui il termine scarlet e le sue varianti in altre lingue.
Venne usato da Margaret Mitchell per Scarlett O'Hara (il cui nome in italiano venne sostituito con Rossella), la protagonista del suo romanzo del 1936 Via col vento; Mitchell trasse il nome dal cognome da nubile di sua nonna. Più di recente, è stato riportato all'attenzione pubblica grazie all'attrice Scarlett Johansson.
È il 39º nome più diffuso in Inghilterra e Galles nel 2007, mentre è il 296º negli Stati Uniti nel 2006.

## Onomastico
Il nome è adespota, cioè non è portato da alcuna santa, quindi l'onomastico ricade il 1º novembre, per Ognissanti.

## Persone

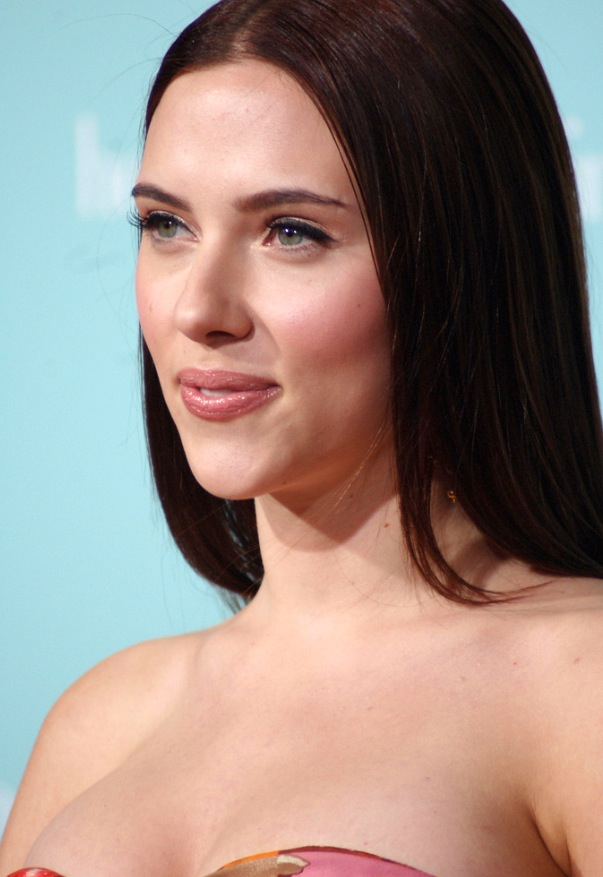
Scarlett Johansson

- Scarlett Johansson, attrice e cantante statunitense
- Scarlett Thomas, scrittrice britannica
- Scarlett Von Wollenmann, cantante britannica

### Variante Scarlet
- Scarlet Rivera, violinista e compositrice statunitense

## Il nome nelle arti
- Scarlett è un personaggio della serie televisiva Skins.
- Scarlett è un personaggio della serie G.I. Joe.
- Scarlett è un personaggio dell'omonimo romanzo di Barbara Baraldi.
- Scarlett Nicholls è un personaggio della serie televisiva Valle di luna.
- Scarlett O'Hara è il nome originario di Rossella O'Hara, personaggio nel romanzo di Margaret Mitchell Via col vento, e dell'omonimo film del 1939 da esso tratto, diretto da Victor Fleming.
- Scarlett O'Hara St. Jones è un personaggio del film del 2004 Steamboy, diretto da Katsuhiro Ōtomo.
- Scarlett Valentine è un personaggio della telenovela Shortland Street.
- Scarlett è un personaggio della serie anime e manga One Piece.
- Scarlett è un personaggio di A tutto reality.
- Scarlett è il cognome che viene dato a Elsa, personaggio della serie anime e manga Fairy Tail, il cui vero cognome è Belserion.